# Caroline Claire
Caroline Claire (Manchester (Vermont), 2 februari 2000) is een Amerikaanse freestyleskiester. Ze vertegenwoordigde haar vaderland op de Olympische Winterspelen 2018 in Pyeongchang.

## Carrière
Bij haar wereldbekerdebuut, in januari 2016 in Mammoth, eindigde Claire direct op de tiende plaats. In januari 2017 stond de Amerikaanse in Seiser Alm voor de eerste maal in haar carrière op het podium van een wereldbekerwedstrijd. Tijdens de Olympische Winterspelen van 2018 in Pyeongchang eindigde ze als 23e op het onderdeel slopestyle. Op 16 maart 2018 boekte Claire in Seiser Alm haar eerste wereldbekerzege.
Op de wereldkampioenschappen freestyleskiën 2019 in Park City eindigde de Amerikaanse als zestiende op het onderdeel big air.

## Resultaten

### Olympische Winterspelen
| Jaar | Plaats      | Resultaten     |
| ---- | ----------- | -------------- |
| 2018 | Pyeongchang | 23e Slopestyle |

### Wereldkampioenschappen
| Jaar | Plaats    | Resultaten  |
| ---- | --------- | ----------- |
| 2019 | Park City | 16e Big air |

### Wereldbeker
Eindklasseringen
| Seizoen   | Algm | BA  | SS    |
| --------- | ---- | --- | ----- |
| 2015/2016 | 123e | –   | 23e   |
| 2016/2017 | 79e  | –   | 14e   |
| 2017/2018 | 26e  | –   | Brons |
| 2018/2019 | 49e  | 6e  | 8e    |
| 2019/2020 | 50e  | 21e | 6e    |

Wereldbekerzeges
| Datum           | Plaats     | Onderdeel  |
| --------------- | ---------- | ---------- |
| 16 maart 2018   | Seiser Alm | Slopestyle |
| 18 januari 2020 | Seiseralm  | Slopestyle |